# محمد عفيفة (فلسطيني)
محمد عفيفة (1972-) هو فنان ورسّام كاريكاتير فلسطيني، ولد في مدينة القطيف بالمملكة العربية السعودية، لعائلة تهجرت من قرية تل الصافي بسبب نكبة عام 1948، واستقرت في مخيم الدهيشة ببيت لحم. حاصل على دبلوم في التصميم الداخلي من كلية المجتمع العربية في عمان عام 1994. عمل في العديد من الصحف كجريدة الغد والعربي الجديد عام 2014، كما صمم شخصيات ورسوم متحركة وتصميم جرافيكي. تم منحه إقامة فنية في مؤسسة مرسم 301 في بيت لحم، وشارك بملتقى سعادة ضمن إحتفالية القدس عاصمة الثقافة في بيروت عام 2009، وفي مهرجان المحرس الدولي للفنون التشكيلية في تونس عام 2020.

## أسلوبه الفني
تأثر عفيفة بشكل كبير في قضية شعبه مما عمل على تبنيه موقف سياسي داعم لجميع قضايا التحرر حول العالم، وركز في أسلوبه على الفن السياسي أي الجمع بين الفن والنقد اللاذع للأنظمة والسلطات القمعية، ودعم النضال الفلسطيني والثورات العربية مع وضع حلول للمواضيع التي يطرحها، ويعتمد أيضاً على الأسلوب اللامباشر للمتلقي في رسوماته. فرسم القطط والطيور التي غلبت عليها الكوميديا السوداء، ورسم شخوصه الحالمين وأسقط على أغلبها البعد السياسي.

## أعماله
قدم العديد من المعارض الجماعية والفردية أهمها:
| معارضه الفردية | معارضه الفردية | معارضه الفردية                             | معارضه الفردية | معارضه الجماعية | معارضه الجماعية | معارضه الجماعية                   | معارضه الجماعية |
| الرقم          | اسم المعرض     | المكان                                     | العام          | الرقم           | اسم المعرض      | المكان                            | العام           |
| -------------- | -------------- | ------------------------------------------ | -------------- | --------------- | --------------- | --------------------------------- | --------------- |
| 1              | بدون اسم       | جاليري مكان - عمان                         | 2004           | 1               | الفنانين الشباب | المركز الثقافي الملكي - عمان      | 1993            |
| 2              | شيء شخصي       | مركز الحسين الثقافي - عمان                 | 2005           | 2               | بوسترات         | المركز الثقافي الملكي - عمان      | 2012            |
| 3              | كاريكاتير يومي | رابطة الفنانين التشكيليين الأردنيين - عمان | 2007           | 3               | Rebellion       | أتري - إيطاليا                    | 2012            |
| 4              | ذاكرة وسمك     | الجمعية الثقافية الإيطالية - عمان          | 2016           | 4               | نرسم لغزة       | متحف محمود درويش - رام الله       | 2014            |
| 5              | مشروع قطط      | جاليري دار الأندى - عمان                   | 2020           | 5               | على طريق القدس  | رابطة التشكيليين الأردنيين - عمان | 2018            |

## الجوائز
الجوائز التي حصل عليها:
1. جائزة حنظلة الأرض بمسابقة ناجي العلي الدولية للرسم الكاريكاتير في تركيا عام 2010.
2. جائزة ناجي العلي الدورة الأولى، إحدى جوائز فلسطين الثقافية من مؤسسة فلسطين الدولية عام 2012.
3. جائزة محمود كحيل للكاريكاتير السياسي بالجامعة الأمريكية في بيروت عام 2018.